# Pseudanurophorus cassagnaui
Pseudanurophorus cassagnaui är en urinsektsart som beskrevs av Heinrich Georg Winter 1963. Pseudanurophorus cassagnaui ingår i släktet Pseudanurophorus och familjen Isotomidae. Inga underarter finns listade i Catalogue of Life.